# Averroïsme
L’averroïsme désigne l’ensemble des doctrines philosophiques qui se réclament d’Averroès (1126-1198), philosophe arabo-musulman qui connut, grâce à ses commentaires d'Aristote, une grande réputation dans tout l’Occident chrétien et chez les Juifs, spécialement au Moyen Âge et à la Renaissance. À cette époque, le système du philosophe grec du IVe siècle avant Jésus-Christ n'est pratiquement connu que par les écrits de son commentateur, lequel est  enthousiaste au point d'affirmer que « la doctrine d’Aristote est la souveraine vérité, et son intelligence la limite de l’intelligence humaine ». Il considérait l’âme dans chaque être humain comme une substance individuelle périssable, mais s’unissant à l’intelligence universelle dans l’acte de l’entendement.

## Averroïsme latin
Entrée autour de 1230 dans le monde chrétien grâce aux traductions de Michael Scot (1175-1232), l'œuvre d'Averroès, d'abord noyée dans le flot des auteurs arabes, émerge peu à peu lorsque Thomas d'Aquin (1225/6-1274) et les dominicains décident de commenter un Aristote dégagé des commentaires arabes, tandis que des maîtres de la Faculté des arts commencent à enseigner l'aristotélisme tel que l'enseigne le Commentateur Averroès. Ce courant sera baptisé au XIXe siècle « averroïsme latin » par Ernest Renan, et ses principaux représentants furent Boèce de Dacie (vers 1240-1284), Siger de Brabant (vers 1240-1284) et Jean de Jandun (1280-1328). Le conflit se précise lorsque Albert le Grand en 1256 et Thomas d'Aquin vers 1270 critiquent la doctrine averroïste de l'Intellect agent unique pour tous les hommes.

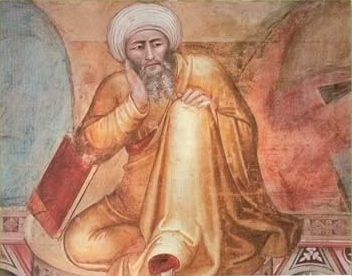
Averroès, détail de la toile du XIVe siècle, Trionfo di San Tommaso, de Andrea di Bonaiuto

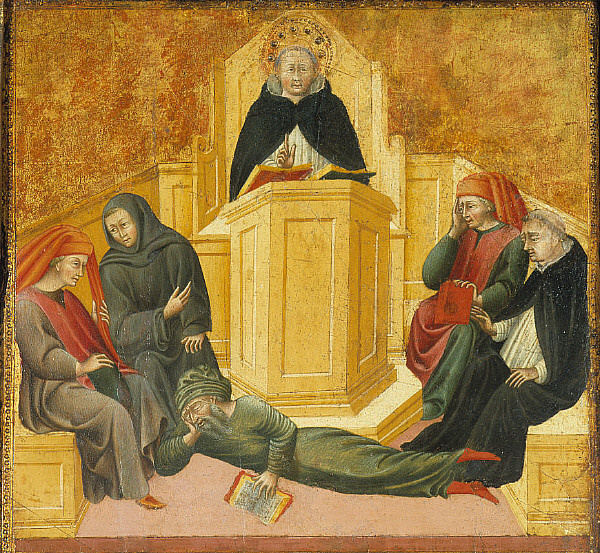
Saint Thomas d'Aquin confond Averroès, par Giovanni di Paolo, 1445,, Saint-Louis, Art museum.

Étienne Tempier, évêque de Paris, condamne 13 articles aristotélico-averroïstes en 1270 et 219 propositions enseignées à la Faculté des arts en 1277, après les imprécations de saint Bonaventure contre les « philosophes ». Selon Tempier, « ils disent que cela est vrai selon la philosophie, mais non selon la foi catholique, comme s'il y avait deux vérités contraires, et comme s'il y avait, opposée à la Vérité de l'Écriture sacrée, une vérité dans ce que disent les païens damnés ». Ainsi est lancée l'expression « double vérité » qu'on ne trouve jamais dans les écrits averroïstes. Ceux-ci affirmaient que la vérité accessible par la raison était incomplète car limitée au domaine naturel, la vérité révélée, accessible par la foi, ouvrant sur le domaine surnaturel des causes ultimes et du miracle divin.
Parmi l'accusation de 1277, trois points dominent :
1. L'idée que Dieu agit toujours selon une nécessité interne de son essence, reprise d'Avicenne et en contradiction avec les dogmes de la Création, de la Providence et de la liberté humaine ;
2. L'éternité des seules espèces au détriment des individus périssables ;
3. L'union de l'âme avec l'Intellect, agent divin, et son retour en lui après la mort.

Ces deux derniers points entraînent la négation de l'immortalité personnelle et avec elle la négation du péché et de la responsabilité individuelle du pécheur.
Certaines thèses thomistes aristotélisantes sont condamnées au même titre que les thèses averroïstes, et dès lors les théologiens thomistes (ainsi Gilles de Rome) s'efforcent de dissocier leur propre aristotélisme de celui des philosophes averroïstes, et de le défendre contre les accusations d'impiété.
La condamnation de 1277 n'arrête pas le mouvement, malgré les réfutations de Gilles de Rome (avant 1285), Raymond Lulle (1298) et Pétrarque (1367). L'averroïsme reprend de la vigueur au début du XIVe siècle à l'université de Paris avec Jean de Jandun notamment.
Dante Alighieri, tolérant envers l'averroïsme et l'admirant au même titre que le thomisme, place Averroès parmi les grands philosophes dans les Limbes en Enfer (place de ceux qui furent vertueux et sans reproches, mais qui n'ont pas eu connaissance du Christ, et n'ont donc pas pu avoir la foi), lui fait référence dans son projet politique de Monarchie universelle, et enfin place Siger de Brabant, le plus célèbre des averroïstes latins, au Paradis, à côté des grands théologiens.
Des savants contemporains s'efforcent de déconstruire la catégorie « averroïsme latin », car son contenu doctrinal est multiple, et parce que la doctrine de la double vérité n'est pas attestée.

## Averroïsme de la Renaissance
Au XIVe siècle, l'averroïsme latin se répandit en Italie où il se politisa. Jean de Jandun, collaborateur de Marsile de Padoue, tenta de rapprocher averroïsme et augustinisme. Ensemble, ils rédigent le Defensor Pacis, violent pamphlet antipontifical.
Pietro d'Abano enseigne à Padoue après 1307. Il est brûlé en effigie après sa mort pour avoir introduit « la peste averroïste » en Italie.
Sous son impulsion, Taddeo de Parme enseigne à Padoue vers 1320 un averroïsme dans la lignée de Siger de Brabant et Jean de Jandun.
Cajetan de Tiene et Nicoletto Vernia enseignent à Padoue à la fin du XVe siècle un averroïsme modéré.
Vernia fut le maître de Pomponazzi.
L'influence de ce dernier s'étend à partir de 1530 sur toute l'Europe et ses successeurs à la chaire de Padoue, Antonio Genua, Girolamo Bugalinio et Lazaro Buonamici sont tous averroïstes.
Collègue de Pomponazzi depuis 1492, Agostino Nifo, dans ses éditions d'Averroès, reprend le monopsychisme tout en insistant sur la spiritualité et l'immortalité des intelligences séparées.
Padoue est désormais le centre où se rencontrent les libres penseurs (Étienne Dolet, Bunel, Du Perron).
De là, la critique antichrétienne se répand en France (Dolet), en Espagne (Michel Servet, Vicomercato) et dans toute l'Europe.
Élie del Medigo enseigna dans l'école de Padoue.
Il fut l'un des maîtres de Jean Pic de la Mirandole, lequel exposa un certain nombre de conclusions « selon Averroès » dans ses 900 conclusions philosophiques, cabalistiques et théologiques.
Le courant averroïste semble s'éteindre en Europe à la fin du XVe siècle, en même temps que les principaux courants de la scolastique médiévale : thomisme, scotisme, nominalisme.
Il est critiqué par Leibniz, qui range les averroïstes sous l'étiquette de « monopsychisme ».

## Averroïsme juif
L'influence d'Averroès ne se limite pas au monde chrétien. Si Moïse Maïmonide n'est pas directement influencé par Averroès, son rationalisme, son aristotélisme, sa critique du Kalâm et son élitisme philosophique prédisposaient ses disciples à accepter cette influence.
C'est le cas de Gersonide (1288-1344, Ralbag) dont l'œuvre représente la synthèse des deux penseurs. L'influence d'Averroès le conduit à minimiser la part d'intervention divine dans la création. Cette démarche rappelle celle de Descartes, trois siècles plus tard et fait de Gersonide un authentique représentant du rationalisme médiéval.
C'est aussi le cas de Shem Tov Falaquera qui plaide en faveur d'un concordat Averroès/Maïmonide.
Par contre, au nom d'Averroès, Isaac Albalag (vers 1250-1300) reproche à Al-Fârâbî et Avicenne de « s'être écarté de la voie d'Aristote ». Il s'attaque aussi à Al-Ghazali qui n'a pas compris les philosophes selon lui et enfin à Maïmonide « qui ne vaut guère mieux ». Se situant à l'opposé de la démarche de Gersonide, Albalag est un pur représentant de l'averroïsme juif. Comme Averroès, il distingue nettement « la méthode "narrative" dont se sert la législation révélée pour les établir dans le vulgaire et la méthode "démonstrative" dont se sert la philosophie pour les enseigner à l'élite » (Alain de Libera). Plus encore, prophétie et philosophie sont soigneusement distinguées : la prophétie étant un objet de croyance et non de connaissance, la philosophie ne peut en pénétrer les mystères.
Notons encore l'existence de Moïse de Narbonne, et Élie del Medigo (1458-1493), représentant juif de l'école de Padoue, et Juda Abravanel (1460-1521) dit Léon l'Hébreu.

## Averroïsme arabe
La pensée d'Averroès a été quasiment ignorée du monde arabo-islamique ; la redécouverte et la réappropriation d'Averroès coïncide avec la Nahda, la Renaissance arabe. C'est la confrontation avec la modernité occidentale qui pousse les penseurs arabes, à partir de la fin du XIXe siècle, à choisir Averroès comme figure de proue de toutes les aspirations modernistes et progressistes. Pour ces penseurs, l'oubli d'Averroès est le symptôme du déclin intellectuel du monde arabe et du glissement vers un obscurantisme dont il importe de se libérer au plus vite. Cependant, la lecture de ces penseurs est très influencée par l'interprétation d'Averroès dans le monde occidental. La focalisation sur le problème de l'accord ou du désaccord de la Raison et de la Révélation ne leur permet pas d'aborder la problématique d'Averroès qui est celle du statut juridique et social de la philosophie dans un monde dominé par les théologiens et les juristes. L'enjeu des débats reflète donc plus les tensions et les exigences internes de la pensée arabe moderne que le contenu et les enjeux de la pensée d'Averroès à l'intérieur de son contexte historique.[réf. nécessaire]
- Les représentants du courant sécularisant comme Farah Antoun et Zaki Najib Mahmud critiquent le bien-fondé de la démarche conciliatoire et prônent l'autonomie de la raison telle que la conçoit la science moderne.
- Inversement, les réformistes-fondamentalistes comme Muhammad Yusuf Musa et M. Amara le considèrent comme un précurseur de leur propre projet. L'idée que la religion est conforme à la raison et qu'une coexistence harmonieuse entre les deux est possible est utilisée en faveur du caractère essentiellement rationnel de l'Islam. L'œuvre d'Averroès est donc utilisée comme instrument au service de l'émancipation des sociétés musulmanes.
- Les marxistes comme Tayyeb Tizini le présentent au contraire comme un philosophe rationaliste, matérialiste et athée[9]. Ils considèrent la théorie de l'harmonie et du concordat entre religion et philosophie comme une stratégie destinée aux masses aliénées par une idéologie féodale. Cette interprétation rejoint celle du marxiste allemand Ernst Bloch, qui considère Averroès et les averroïstes italiens de la Renaissance comme des philosophes matérialistes, athées et révolutionnaires face aux autorités ecclésiastique et monarchique[10].
- Enfin, Mohamed Abed Al-Jabri (dans Critique de la raison arabe), considère Averroès comme le point culminant d'une autonomisation complète de la raison au sein du monde arabo-islamique, autonomie en contradiction avec la conception orientale dominante, mais indispensable pour assurer le passage du monde arabe à une modernité intellectuelle ayant ses propres racines.

### Publications
- Averroès (trad. Marc Geoffroy, préf. Alain de Libera), Discours décisif, Paris, Flammarion, coll. « GF », 1996 (réimpr. 1999), 254 p. (ISBN 2-08-070871-6).
- Averroès, L'Intelligence et la Pensée, Paris, Garnier-Flammarion, 1999.
- Averroès, L'Islam et la raison. Anthologie de textes juridiques, théologiques et polémiques, Paris, Garnier-Flammarion, 2000.
- Boèce de Dacie, Du souverain bien, ou De la vie philosophique (De summo bonno, 1270 ?), apud R. Imbach et M.-H. Méléard, Philosophes médiévaux des XIIIe et XIVe siècles, 10/18, 1986, p. 158-166.
- Siger de Brabant, Tractatus de aeternitate mundi (1272), édi. par B. Bazan, Quaestiones in tertium de anima, de anima intellectiva, de aeternitate mundi, Louvain, Publications Universitaires Béatrice Nauwelaerts, 1972, p. 113-136.